# Национальный музей естественной истории (Вашингтон)
Национальный музей естественной истории (англ. National Museum of Natural History) — музейное учреждение в Вашингтоне, по многим параметрам являющееся крупнейшим в мире (третий по посещаемости). Основан в 1910 году и управляется Смитсоновским институтом.

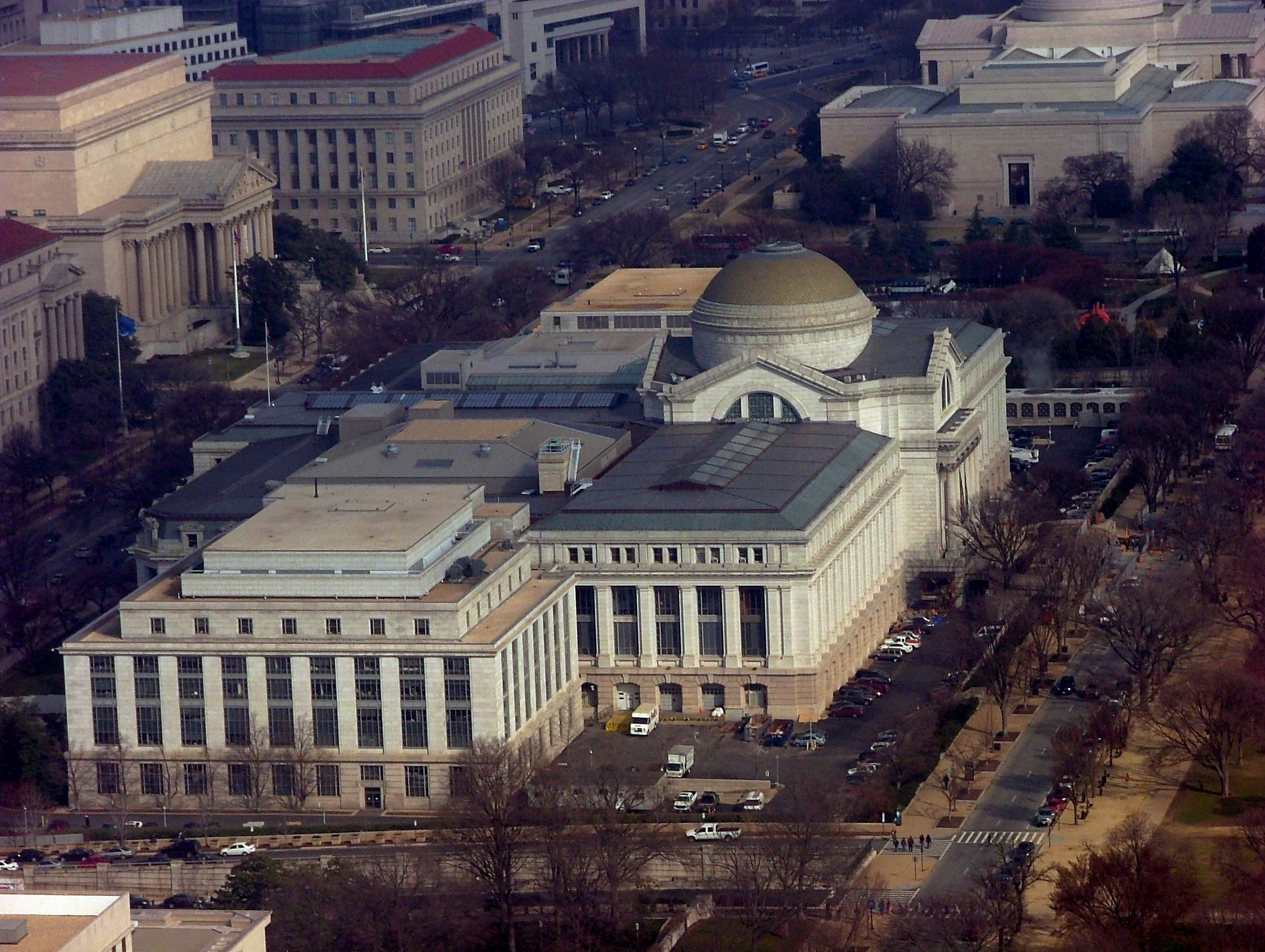
Здание музея

Расположен на территории Национальной аллеи (англ. National Mall) в столице Соединённых Штатов Америки. Вход в музей бесплатный. Музей открыт 364 дня в году, кроме Рождества.
Коллекция музея включает свыше 126 миллионов образцов растений, животных, ископаемых, минералов, пород, метеоритов, а также археологических и культурных артефактов. Здесь работают 185 профессиональных специалистов по естественной истории.
Здесь люди могут не только открыть для себя мир, но и научиться лучше им управлять.

## История

### 1846—1911
Национальный музей Соединенных Штатов был основан в 1846 году как часть Смитсоновского института. Первоначально музей располагался в здании Смитсоновского института, которое сегодня более известно как Смитсоновский замок. Официальный выставочный зал открылся в 1858 году. Растущая коллекция привела к строительству нового здания — здания Национального музея (известного сегодня как здание искусств и промышленности). Он был построен всего за 15 месяцев и обошелся в 310 000 долларов. Музей открылся в марте 1881 года.

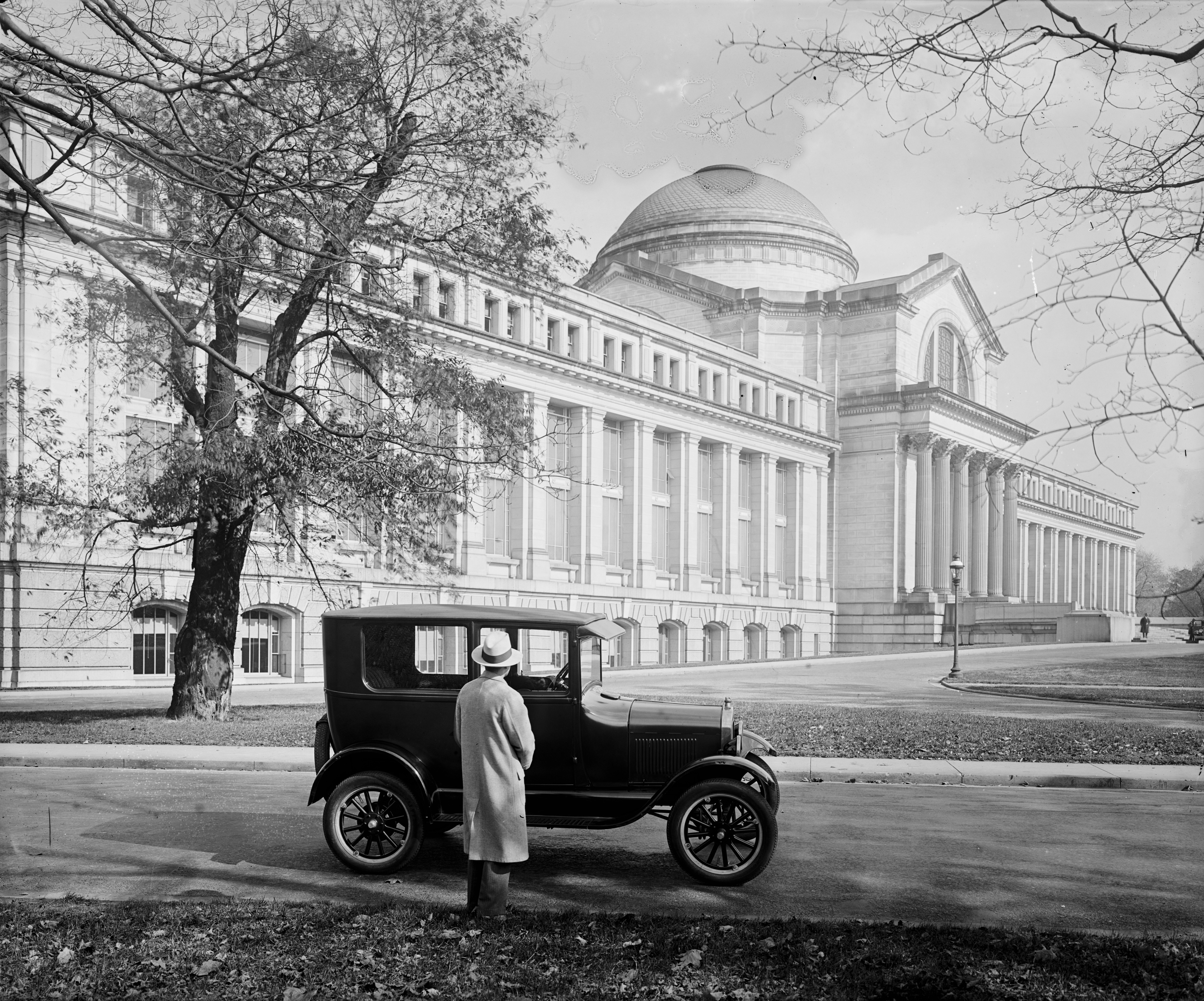
Припаркованный Форд перед Национальным музеем в 1926 году

Конгресс санкционировал строительство нового здания 28 июня 1902 года. 29 января 1903 года специальный комитет, состоящий из членов Конгресса и представителей Совета регентов Смитсоновского института, опубликовал доклад с просьбой к Конгрессу финансировать гораздо большую структуру, чем первоначально планировалось.
Регенты начали рассматривать участки для нового здания в марте. И к 12 апреля успешно обосновались на месте в северной стороне B «Street NW» между 9-й и 12-й улицами.
Для проектирования здания была выбрана вашингтонская архитектурная фирма «Хорнблауэр и Маршалл». Испытания грунта для фундамента были назначены на июль 1903 года, строительство должно было занять три года.
Здание естественной истории (так первоначально назывался Национальный Музей Естественной истории) открыло свои двери для публики 17 марта 1910 года, чтобы предоставить Смитсоновскому институту больше места для коллекций и исследований. Строительство было полностью завершено только в июне 1911 года.
Здание в неоклассическом стиле было первым сооружением, построенным на северной стороне Национального торгового центра в рамках Комиссии Макмиллана в 1901 году. В дополнение к коллекции естественной истории Смитсоновского института, здесь также размещались коллекции американской истории, искусства и культуры.

### 1981—2003
В период с 1981 по 2003 год Национальный Музей Естественной истории имел 11 постоянных и действующих директоров. Текучесть кадров была высока, поскольку директора музея были разочарованы низким уровнем финансирования и неспособностью Смитсоновского института четко определить миссию музея. Роберт У. Фри был назначен директором музея в 1996 году. Одно из крупнейших пожертвований в истории Смитсоновского института было сделано во время его пребывания в должности.
Кеннет Э. Беринг пожертвовал 20 миллионов долларов в 1997 году на модернизацию музея. Фри подал в отставку в 2001 году после несогласия с руководством Смитсоновского института по реорганизации научно-исследовательских программ музея.
Дж. Деннис О’Коннор, ректор Смитсоновского института (где он курировал все научные и исследовательские программы) был назначен исполняющим обязанности директора музея 25 июля 2001 года. Спустя восемь месяцев О’Коннер подал в отставку и стал вице-президентом. Президент по исследованиям и декан аспирантуры Университета Мэриленда Дуглас Эрвин, был назначен временным директором в июне 2002 года.

### 2003—2007
В январе 2003 года Смитсоновский институт объявил Кристиана Сампер постоянным директором музея. Сампер (имеющий двойное гражданство с Колумбией и США) основал исследовательский институт биологических ресурсов Александра фон Гумбольдта и руководил Смитсоновским институтом тропических исследований.
Представители Смитсоновского института заявили, что административный опыт Сампера оказался решающим. Под его руководством музей открыл Зал млекопитающих Беринга.
25 марта 2007 г. Лоуренс М. Смолл, секретарь Смитсоновского института и высокопоставленный чиновник организации, внезапно подал в отставку после публичных сообщений о чрезмерных расходах.

## Выставки

### Зал геологии, драгоценных камней и минералов
Национальная коллекция драгоценных камней и минералов является одной из самых значительных в своем роде коллекций в мире. Она включает в себя некоторые части самых известных драгоценных камней и минералов. Например Алмаз Хоупа
и Звезда Азии, также там представлен один из крупнейших сапфиров в мире.
В настоящее время в коллекции насчитывается более 15 000 отдельных драгоценных камней, 350 000 минералов и 300 000 образцов горных пород и руд. Кроме того, в Национальной коллекции драгоценных камней и минералов Смитсоновского института хранится около 45 000 образцов метеоритов, Подборка выставлена в зале драгоценных камней и минералов имени Джанет Анненберг Хукер.
Некоторые из наиболее важных доноров камней, помимо Хукера, это Вашингтон Рёблинг, человек, который построил Бруклинский мост и дал 16 000 образцов в коллекцию; Фредерик А. Кэнфилд, который пожертвовал 9 000 образцов в коллекцию; и доктор Исаак Леа, который пожертвовал основу коллекции музея из 1312 драгоценных камней и минералов.

### Зал происхождения человека
Зал происхождения человека открылся 17 марта 2010 года, отмечая тогда 100-летие музея. Холл назван в честь Дэвида Х. Коха, который внес 15 миллионов долларов на развитие музея. Зал занимает 1400 м² выставочной площади. Образцы включают 75 реплик черепов, интерактивное генеалогическое древо человека и галерею «Changing the World», которая фокусируется на проблемах, связанных с изменением климата и влиянием человека на мир.
Основная концептуальная идея зала — «Что значит быть человеком», которая фокусируется на таких вехах человеческой эволюции, как бипедализм и создание мира символов. Также освещаются значительные исследования Смитсоновского института по геологическим и климатическим изменениям, произошедшим в Восточной Африке в течение некоторых периодов человеческой эволюции. На выставке представлены настоящие ископаемые в виде останков неандертальцев и их копии, созданные знаменитым палеоартистом Джоном Гурчем.
Выставка подверглась критике за преуменьшение значимости вызванного человеком глобального потепления. Экспозиция также представляет дополнительный веб-сайт, где выставлены дневники и подкасты из смежных областей исследований. Сопутствующая Книга «Что значит быть человеком» была написана Ричардом (Риком) Поттсом и Кристофером Слоуном.

### Зал динозавров
В зале динозавров есть окаменелые скелеты и литые модели, в том числе Тираннозавр Рекс, брошенный лицом к лицу с трицератопсом. Выставка трицератопса показывает первый точный скелет динозавра в виртуальном движении, достигаемом за счет использования сканирования и цифровых технологий. Коллекция состоит из 46 полных и важных образцов динозавров.
В мае 2012 года миллиардер Дэвид Х. Кох пожертвовал 35 миллионов долларов на модернизацию 30-летнего зала динозавров площадью 2300 м² стоимостью 45 миллионов долларов. Ожидалось, что зал закроется весной 2014 года и вновь откроется в 2019 году.
В июне 2013 года Смитсоновский институт получил в аренду на 50 лет ископаемого скелета Рекса, принадлежащего инженерному корпусу армии Соединенных Штатов. Это первый скелет тираннозавра Рекса, который до сих пор имеет только слепок черепа. Этот экземпляр известен как «Ванкель» или «Дьявол Рекс», был найден на принадлежащей корпусу земле в Национальном заповеднике дикой природы Чарльза М.Рассела в Монтане в 1988 году. С тех пор он был выставлен в Музее Скалистых гор в Боузмане, штат Монтана (который помог раскопать ископаемое).
«Рекс Ванкеля» (скелет которого завершен на 85 процентов) должен был быть представлен в Музее Естественной истории в Национальный день ископаемых, 16 октября 2013 года. В Музее Скалистых Гор (где не было скелетов, но было место для них) есть около дюжины образцов тираннозавра Рекса, в том числе образец, который на 85 процентов завершен.
Только в шести музеях в Соединенных Штатах есть скелет Тираннозавра Рекс.
Из-за закрытия федерального правительства в 2013 году ископаемое не прибыло в Вашингтон, округ Колумбия. Смитсоновские чиновники заявили, что оно осталось на складе в Монтане и не поступит в Смитсоновский институт до конца весны 2014 года.

## Галерея изображений

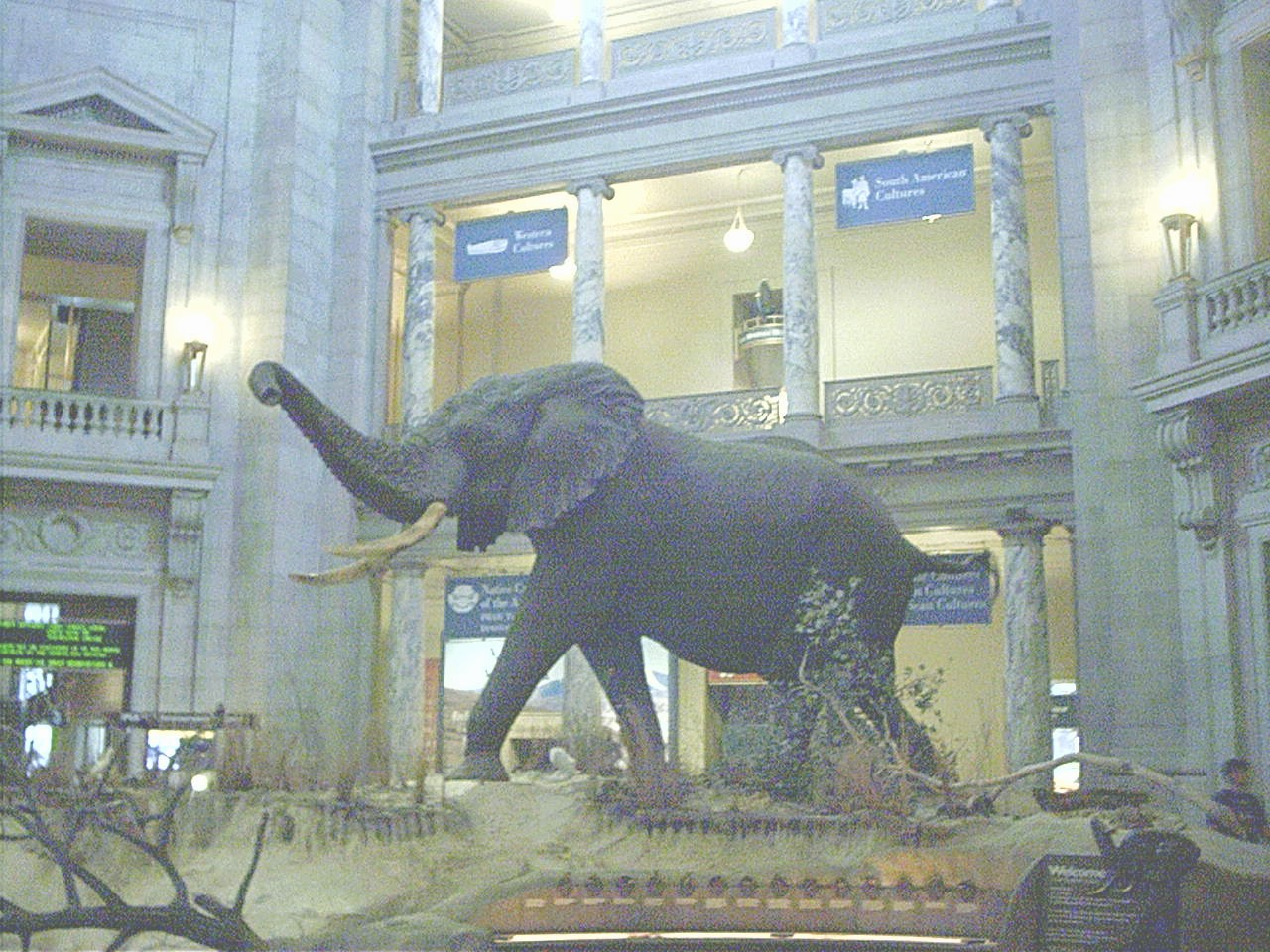
Под музейной ротондой
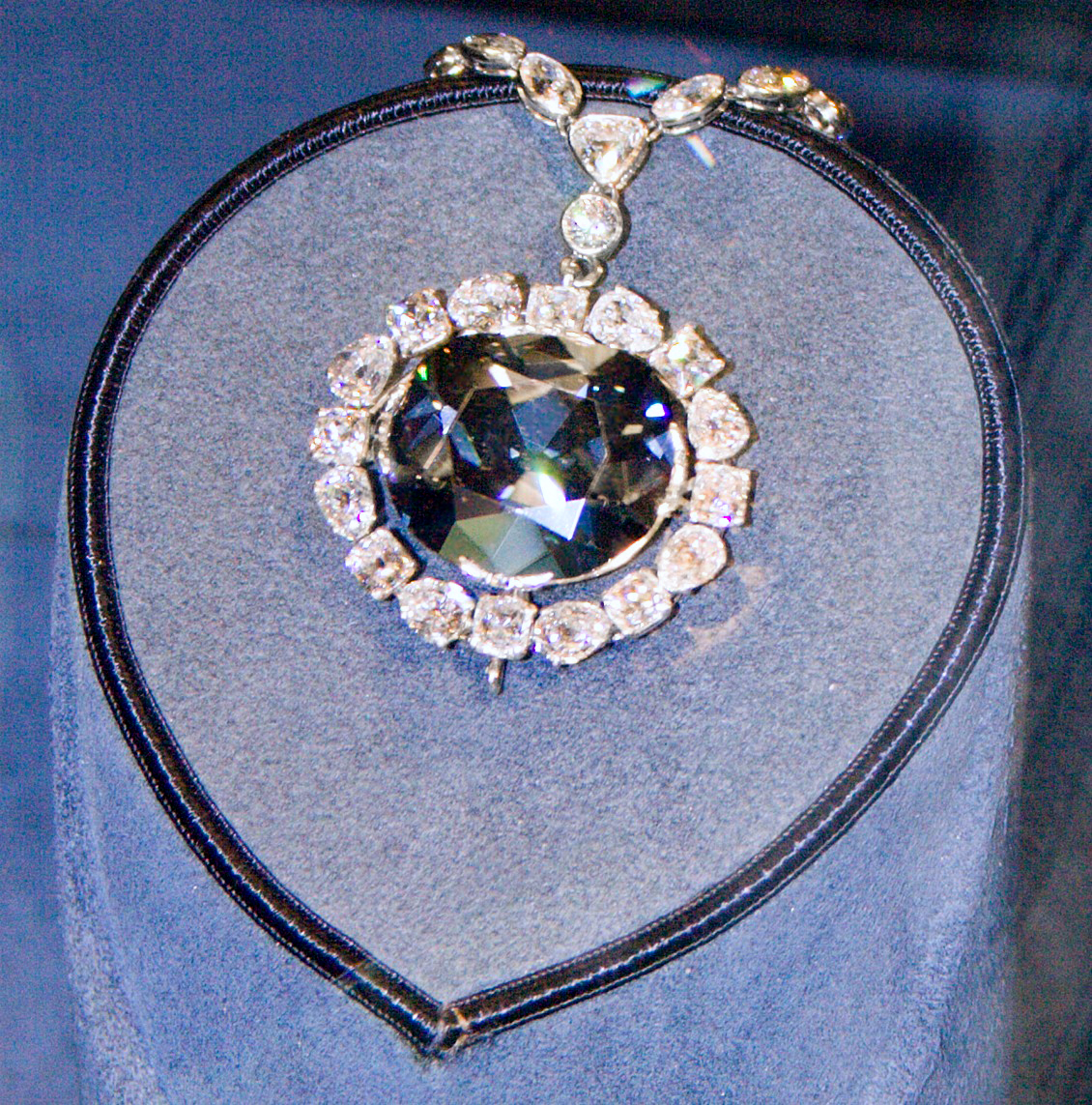
Алмаз Хоупа
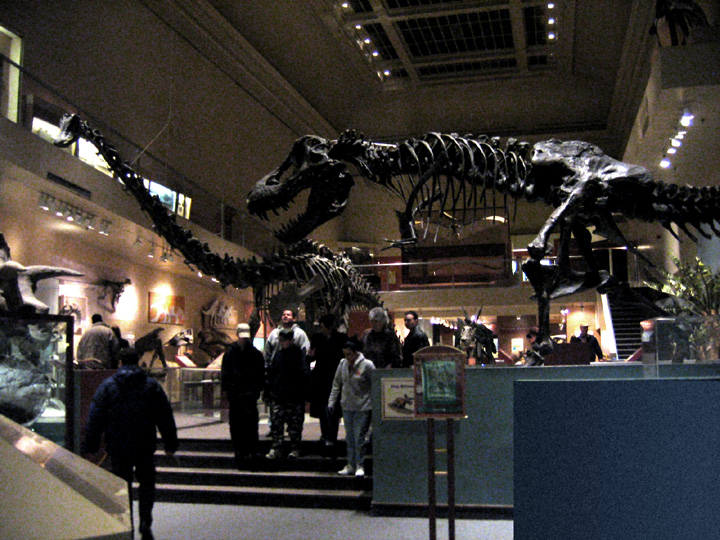
Зал динозавров
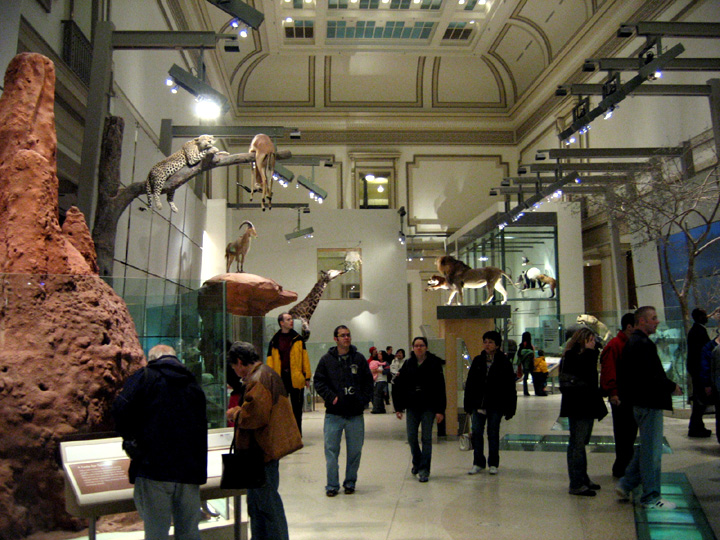
Зал млекопитающих